# تیبیدابو
تیبیدابو (کاتالان: Tibidabo تلفظ در کاتالان: [tiβiˈðaβu]) تپه‌ای مشرف به شهر بارسلون، پایتخت منطقه خودمختار کاتالونیا در پادشاهی اسپانیا است. این تپه با ارتفاع ۵۱۲ متر، بلندترین تپه از رشته‌کوه سرا د کلسرولا می‌باشد. بر فراز این تپه، معبد قلب مقدس و شهربازی تیبیدابو قرار دارد. تیبیدابو از طریق جاده، قطار کابلی و تراموا قابل دسترسی است.